# Cahuillus greggi
Cahuillus greggi är en snäckart som först beskrevs av W. B. Miller 1981.  Cahuillus greggi ingår i släktet Cahuillus och familjen Helminthoglyptidae. Inga underarter finns listade i Catalogue of Life.